# FN M1903
FN M1903 (poznat i kao Model 1903, FN Mle 1903, FN Ml 1903 ili Browning No.2) je poluautomatski pištolj kojeg je dizajnirao John Browning a proizvela belgijska industrija oružja Fabrique Nationale de Herstal. Predstavljen je 1903. a ispaljivao je streljivo kalibra 9x20mm Long Browning. Važno je razlikovati ovaj model od američkih modela Colt Model 1903 Pocket Hammerless (.32 ACP) i Colt Model 1903 Pocket Hammer (.38 ACP) jer se temelje na istom mehaničkom dizajnu kojeg je Browning prodao drugim tvrtkama (uključujući i Colt).
Zbog svoje pouzdanosti, točnosti, brzog stavljanja streljiva i male težine, M1903 su koristile mnoge vojske i policijske snage, dok se u Švedskoj proizvodio na temelju licence kao Husqvarna m/1907. Ipak, na temelju licencnog ugovora, Švedska je bila ograničena na proizvodnju pištolja samo za domaće tržište. U isto vrijeme, Herstal je nastavio s prodajom M1903 na švedskom tržištu.
U Belgiji je početkom 1. svjetskog rata prekinut rad cijele tvornice FN Herstal (a time i M1903 pištolja) zbog njemačke invazije na zemlju u kolovozu 1914. Završetkom rata, potražnja vojnim pištoljima uopće nije postojala zbog velikih tržišnih viškova. Ti viškovi su se prodavali novoosnovanoj Estoniji, Španjolskoj, Salvadoru i Paragvaju.
Proizvodnja modela 1903 je završila 1927. godine zbog planova o proizvodnji pištolja visoke preciznosti što je prethodilu Hi-Poweru.

## Korisnici
FN-ov model M1903 kao i licencna kopija koju je proizvodila švedska Husqvarna izvozio se u mnoge zemlje. Neke od zemalja korisnica bile su:
- Estonija: zemlja je sredinom 1930-ih kupila pištolje kao službno oružje svoje vojske.[1] Zemlji je isporučeno 4.616 pištolja koji su dostavljeni kroz četiri pošilje (1922., 1923., 1925. i 1926.).[1]
- Finska: belgijski original i švedsku kopiju koristili su finski vojnici i švedski volonteri tijekom Zimskog rata protiv Sovjetskog Saveza.[1]
- Kolumbija: tijekom 1930-ih sklopljen je ugovor s Kolumbijom koja je bila zainteresirana za kupnju modela 1903 ali FN Herstal nije bio u mogućnosti ispuniti ugovor na temelju postojećih zaliha te je morao ponovo pokrenuti njegovu proizvodnju.[1] Zbog toga je ugovor preusmjeren Husqvarni čime je napravljen izuzetak iz licencnog ugovora čime je Švedskoj dozvoljeno da proda oružje stranoj državi.[1]
- Otomansko Carstvo: kupljeno je 8.000 pištolja za potrebe agencija za provedbu zakona.[2]
- Paragvaj[1]
- Rusko Carstvo: predstavnici Carstva su poslali više narudžbi za kupnjom pištolja, također za potrebe agencija za provedbu zakona.[2]
- Salvador[1]
- Španjolska: proizvodni viškovi su prodani Španjolskoj te su korišteni u španjolskom građanskom ratu.[1]
- Švedska: Husqvarna je licencno proizvodila pištolje pod nazivom m/1907 te su bili službeno oružje švedske vojske.[2]

## M1903 u popularnoj kulturi
FN M1903 koristio je James Bond u noveli Licence Renewed koju je 1981. napisao John Gardner. Pištolj je prikazan na naslovnici prvog izdanja romana. Budući da se taj pištolj u tom razdoblju nije proizvodio već desetljećima (u Švedskoj je proizvodnja završila 1942.) mnogi fanovi James Bonda su kritizirali Gardnera što je glavni lik koristio "zastarjeli" pištolj. Zbog toga je u sljedećim pišćevim romanima Bond koristio modernije i novije oružje.

## Vanjske poveznice
- World.guns.ru  Arhivirana inačica izvorne stranice od 24. listopada 2007. (Wayback Machine)